# Alpacca
L'alpacca (detta anche argentone o argento tedesco) è una famiglia di leghe rame-zinco-nichel, con rame al 50-60%, zinco al 15-30% e nichel al 10-30%, aventi buone caratteristiche meccaniche e di resistenza alla corrosione. La presenza del nichel migliora tali caratteristiche e conferisce alla lega un aspetto molto simile a quello dell'argento. Un tempo usata per la produzione di posate, è oggi apprezzata nella costruzione di piccole parti meccaniche. In particolare, l'alpacca viene utilizzata nella costruzione di strumenti musicali economici. L'alpacca galvanizzata è conosciuta anche come argento cinese.

## Composizione
È una lega di 47–64 % rame, 10–25 % nichel, 15–42 % zinco, con talvolta elementi quali piombo, stagno, manganese o ferro.
L'aggiunta al Rame di Nickel rende la lega dura e resistente alla corrosione. Caratteristica tipica è la lucentezza.
- punto di fusione: ca. 900 °C, crescente secondo il tipo di lega
- peso specifico: 8,1 - 8,7 g•cm−3 (secondo miscela)
- conduttività elettrica: da 3•106 a 5•106 Ω−1•m−1
- conducibilità termica: ca. 25 - 35 W•m−1•K−1
- coefficiente di dilatazione termica: da 16•10−6 a 17•10−6 K−1

Può essere laminato, trafilato, forgiato. Con la ricottura sopra i 500 °C si cristallizza in modo nuovo, permettendo una nuova malleabilità.

## Storia
Nel Seicento arriva in Europa una nuova lega metallica dalla Cina: il packfong. Solo nel Settecento fu analizzata e riconosciuta come lega di rame-zinco-nickel. Nel 1770 si trovano oggetti fabbricati a Suhl in Germania. Divenne presto noto come “rame bianco Suhler”. La produzione industriale di rame-zinco-nichel si è tenuta nel 1823 durante l'Impero prussiano. Fu richiesto di produrre una lega simil-argento 750/000 (fine) e utilizzabile per posate, con un costo di 1/6 dell'argento. Questo problema fu risolto quasi contemporaneamente dal dottor Ernst August Geitner nel 1823 a Auerhammer presso Aue sviluppando la lega "argentan", e nel 1824 dai fratelli Henniger di Berlino, con la "Neusilber". Fu utilizzato arsenico con rame (rame bianco), tossico.
Negli anni venti del XX secolo in Italia, la Carrozzeria Viotti & Tolfo utilizzò l'alpacca per i montanti delle finestrature automobilistiche. La soluzione, denominata "Clairalpax", permetteva di sostituire i massicci montanti-porta in legno, con sottili montanti in alpacca, conferendo all'abitacolo una migliorata luminosità, derivante dall'aumento delle superfici vetrate.

## Impieghi
Brevettata nel 1838 da Alfred Krupp come Neusilber per la produzione industriale di posate, ancora oggi è materiale di base per le posate argentate. Utilizzato in meccanica di precisione e ingegneria elettrica, per attrezzature mediche, per cerniere lampo, gioielli, briglie, parti di strumento a fiato e occhiali, per i binari nel modellismo ferroviario, per molle di precisione e connettori in ingegneria elettrica. Nelle armi da parata è un materiale molto comune. Molte monete in epoche passate furono coniate in lega rame-zinco-nickel argentato. Le chiavi, in particolare quelle per serratura a cilindro e sistemi di chiusura sono spesso realizzate in Alpacca data la bassa usura. Alcuni costruttori utilizzano tale lega metallica per creare i cilindri delle serrature „verschleißarmer Kern“ (Nucleo-antiusura).
Come Neusilberlot è designata una lega da saldobrasatura, 50 % rame, 10 % nichel, 40 % zinco e ca. 0,2 % silicio, manganese e stagno, con punto di fusione a 890–920 °C.